# Dzungariotherium
Genre
Dzungariotherium (littéralement « Bête de Dzoungarie ») est un genre éteint de grands rhinocéros sans cornes de la famille également éteinte des Paraceratheriidae, ayant vécu du milieu et jusqu'à la fin de l'Oligocène dans ce qui est aujourd'hui le Nord-Ouest de la Chine. L'espèce type, Dzungariotherium orgosense, est décrite en 1973 à partir de fossiles, principalement des dents, provenant de Dzoungarie, dans le Xinjiang.

## Description

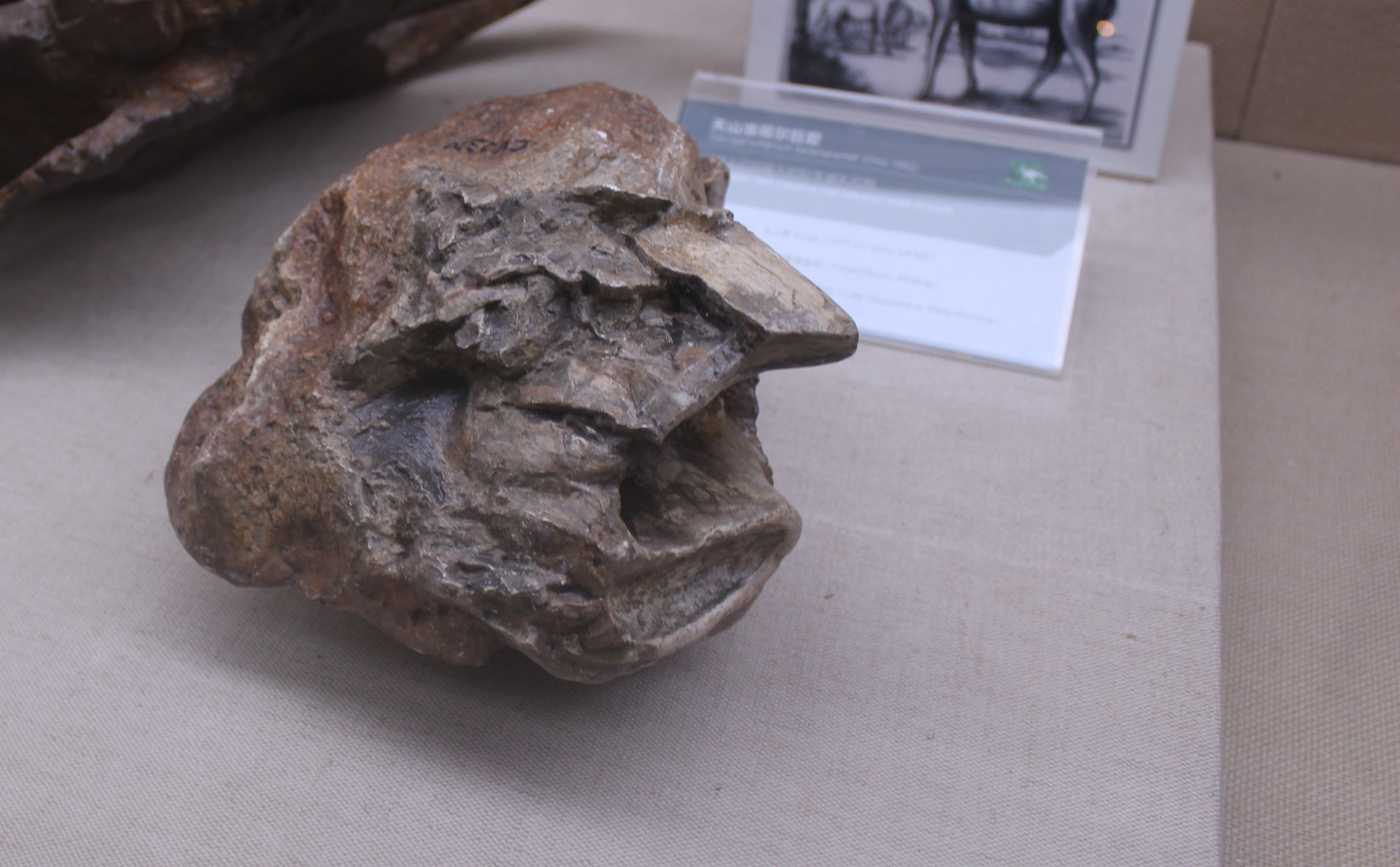
Dent de Dzungariotherium orgosense, exposée au musée paléozoologique de Chine.

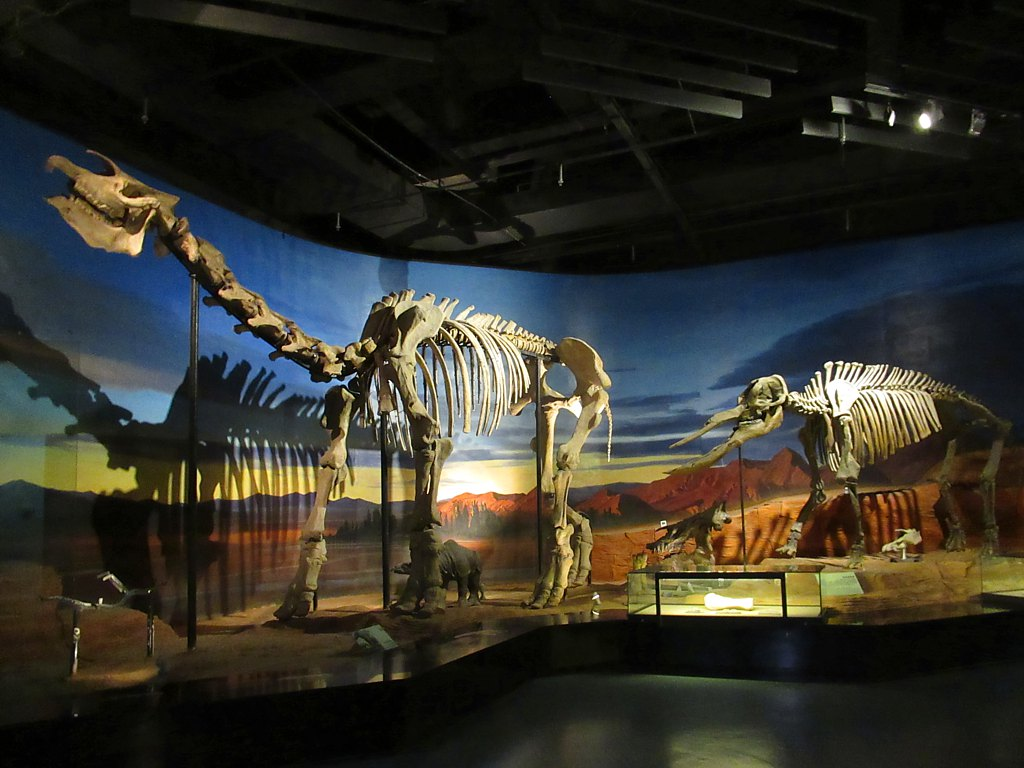
Monture squelettique (à gauche) de Paraceratherium lepidum, qui est un probable synonyme de D. turfanense, exposée au musée de Tourfan.

Les dents de l'espèce type, Dzungariotherium orgosense, sont 25 % plus grandes que celles de son proche parent plus connu Paraceratherium, ce qui indique qu'il s'agit de l'un des plus grands indricothères connus, mais les dents et le crâne sont proportionnellement grands par rapport au corps, ce qui le rend dans l'ensemble plus petit.
Paraceratherium bugtiense et Dzungariotherium orgosense partagent des caractéristiques telles que des maxillaires et des prémaxillaires relativement minces, des toits crâniens peu profonds, des processus mastoïdo-paroccipitaux relativement minces et placés en arrière sur le crâne, une crête lambdoïde qui s'étend moins en arrière et un condyle occipital avec une orientation horizontale. Dzungariotherium orgosense se distingue des espèces du genre Paraceratherium par la plus grande taille des dents et les crochets distincts de ses molaires.

## Liste d'espèces
- † Dzungariotherium orgosense Chiu, 1973 - espèce type
- † Dzungariotherium tienshanense (Chiu, 1962)
- † Dzungariotherium turfanense Xu & Wang, 1978